# Bertie Auld
Robert Auld, detto Bertie (Glasgow, 23 marzo 1938 – Glasgow, 14 novembre 2021) è stato un calciatore e allenatore di calcio scozzese, di ruolo centrocampista.

## Carriera
Con il Celtic vinse la Coppa dei Campioni nel 1967, il campionato scozzese negli anni 1966, 1967, 1968, 1970 e 1971 e tre volte la Coppa di Scozia (1967, 1969, 1971). Con il Birmngham City fu finalista in Coppa delle Fiere nel 1961 e vincitore di una Coppa di Lega inglese nel 1963.

## Palmarès

### Giocatore

#### Competizioni nazionali
- Campionato scozzese: 5

Celtic: 1965-1966, 1966-1967, 1967-1968, 1968-1969, 1969-1970
- Coppa di Scozia: 4

Celtic: 1964-1965, 1966-1967, 1968-1969, 1970-1971
- Coppa di Lega scozzese: 7

Celtic: 1957-1958, 1965-1966, 1966-1967, 1967-1968, 1968-1969, 1969-1970
Hibernian: 1971-1972
- Coppa di Lega inglese: 1

Birmingham City: 1962-1963
- Scottish Championship: 1

Partick Thistle: 1975-1976

#### Competizioni internazionali
- Coppa dei Campioni: 1

1966-1967

### Allenatore

#### Competizioni nazionali
- Scottish First Division: 2

Partick Thistle: 1975-1976
Hibernian: 1980-1981